# National World War II Memorial

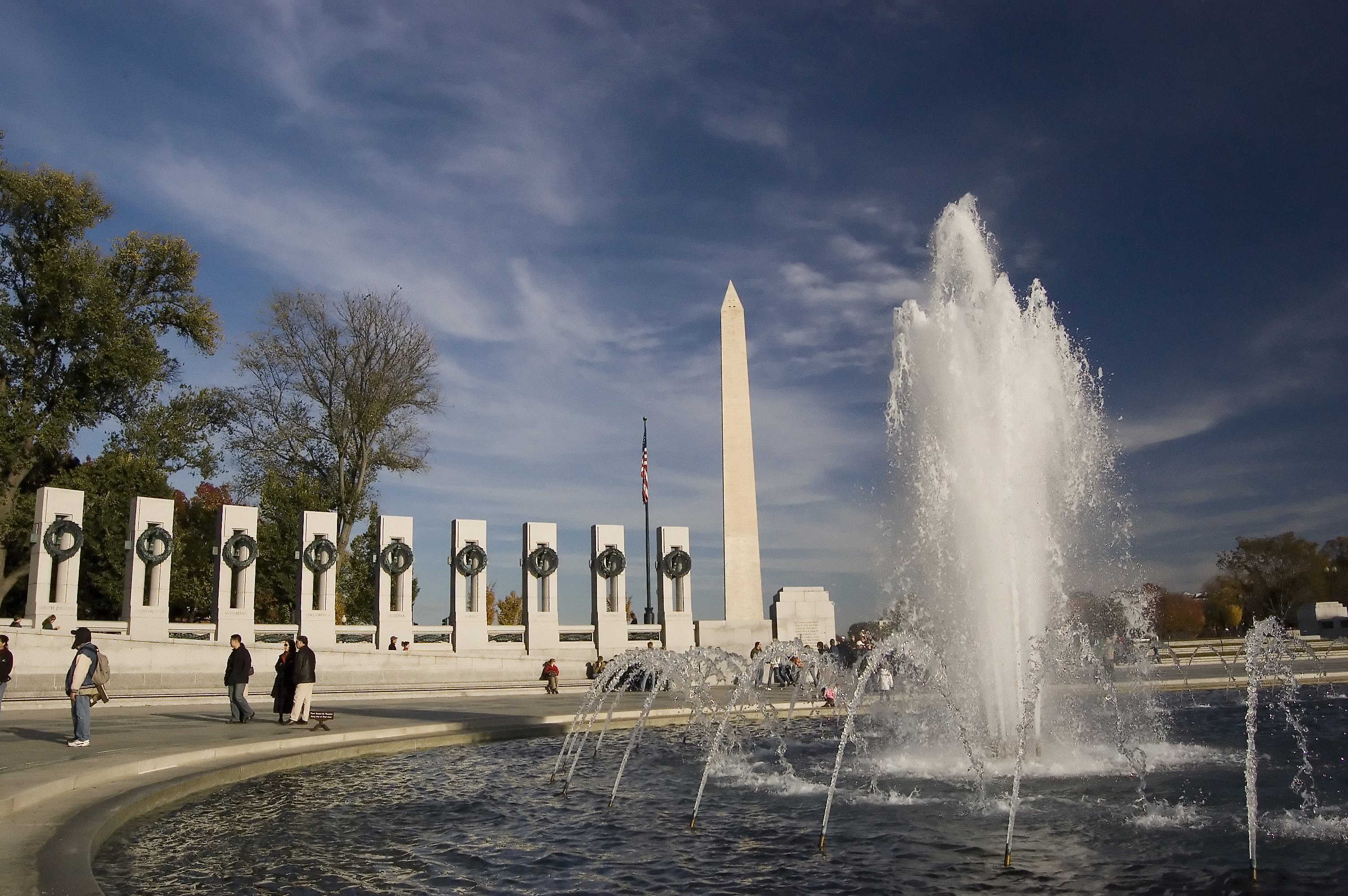
Il National World War II Memorial

Il National World War II Memorial ("Memoriale Nazionale della Seconda guerra mondiale") degli Stati Uniti è un monumento nazionale commemorativo (National Memorial) dedicato ai cittadini statunitensi che servirono il paese come membri delle forze armate o come civili durante la Seconda guerra mondiale. Formato da 56 pilastri e da una coppia di archi che circondano una piazza con una fontana, si trova nel National Mall di Washington, D.C., sul sito dove un tempo sorgeva il Rainbow Pool, sul lato orientale del Reflecting Pool, tra il Lincoln Memorial e il Washington Monument.
Fu aperto al pubblico il 29 aprile 2004 e inaugurato dal presidente George W. Bush il 29 maggio dello stesso anno, due giorni prima del Memorial Day. Il memoriale è amministrato dal National Park Service attraverso la sezione del National Mall and Memorial Parks.

## Storia
La prima iniziativa per la costruzione di un memoriale della Seconda guerra mondiale a "Washington D.C, o nei suoi dintorni", fu presa da Marcy Kaptur, un deputato democratico dell'Ohio, il quale presentò varie proposte di legge alla Camera dei Rappresentanti, nel 1987, nel 1989 e 1991, che non furono però mai poste in votazione.
Finalmente, agli inizi del 1993 Kaptur presentò una quarta proposta alla Camera dei Rappresentanti, in contemporanea con quella presentata al Senato dal senatore repubblicano Strom Thurmond della Carolina del Sud. Dopo una serie di modifiche, la legge fu approvata definitivamente dal Congresso il 12 maggio di quell'anno e promulgata dal presidente Bill Clinton il 25 maggio.

### Raccolta fondi
La legge affidava il compito di realizzare il monumento all'American Battle Memorial Commission (ABMC, "Commissione per i memoriali delle battaglie americane"), coadiuvata da un apposito Comitato consultivo  (Memorial Advisory Board, MAB) nominato il 30 settembre 1994 dal presidente Bill Clinton.  Il Comitato doveva assistere l'ABMC nella scelta del sito, nella progettazione del memoriale e nella raccolta dei fondi per costruirlo. Lo sforzo fu coronato dal successo, raggiungendo ben 197 milioni di dollari, grazie alle donazioni di singoli cittadini, delle associazioni dei veterani e di aziende private. Decisivo al riguardo fu l'attivismo dei due co-presidenti del Comitato: il senatore Bob Dole, veterano decorato della Seconda guerra mondiale ed ex candidato repubblicano alla Presidenza nel 1996; e Frederick W. Smith, presidente e amministratore delegato della FedEx Corporation ed ex ufficiale del Corpo dei Marines. Infine, circa 16 milioni di dollari arrivarono dal governo federale.

### Scelta del sito

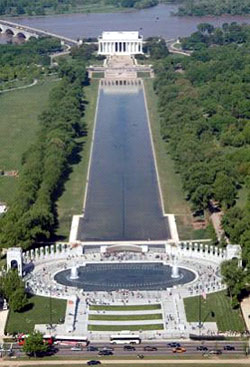
Veduta del National WWII Memorial (in basso) e del Lincoln Memorial (in alto) dal Monumento a Washington

Secondo un'apposita legge firmata da Clinton nell'ottobre del 1994, il monumento doveva essere collocato nel centro di Washington, vicino agli altri memoriali. All'inizio del 1995, l'ABMC e il MAB tennero la loro prima riunione per decidere la selezione dei siti, insieme a rappresentanti delle altre istituzioni coinvolte.
Furono presi in considerazione diversi siti, ma ben presto la scelta fu ristretta a tre:
- area del Reflection Pool del Campidoglio – tra la 3a Strada e lo Ulysses S. Grant Memorial
- Constitution Gardens – estremità orientale, tra Constitution Avenue e il Rainbow Pool
- Freedom Plaza – su Pennsylvania Avenue tra la 14a e la 15a Strada.

La scelta definitiva del sito del Rainbow Pool fu annunciata il 5 ottobre 1995. Il progetto avrebbe incorporato la fontana del Rainbow Pool, collocata dall'altra parte della 17ª Strada rispetto al Monumento a Washington e vicino al sito di Constitution Gardens.

## Progetto

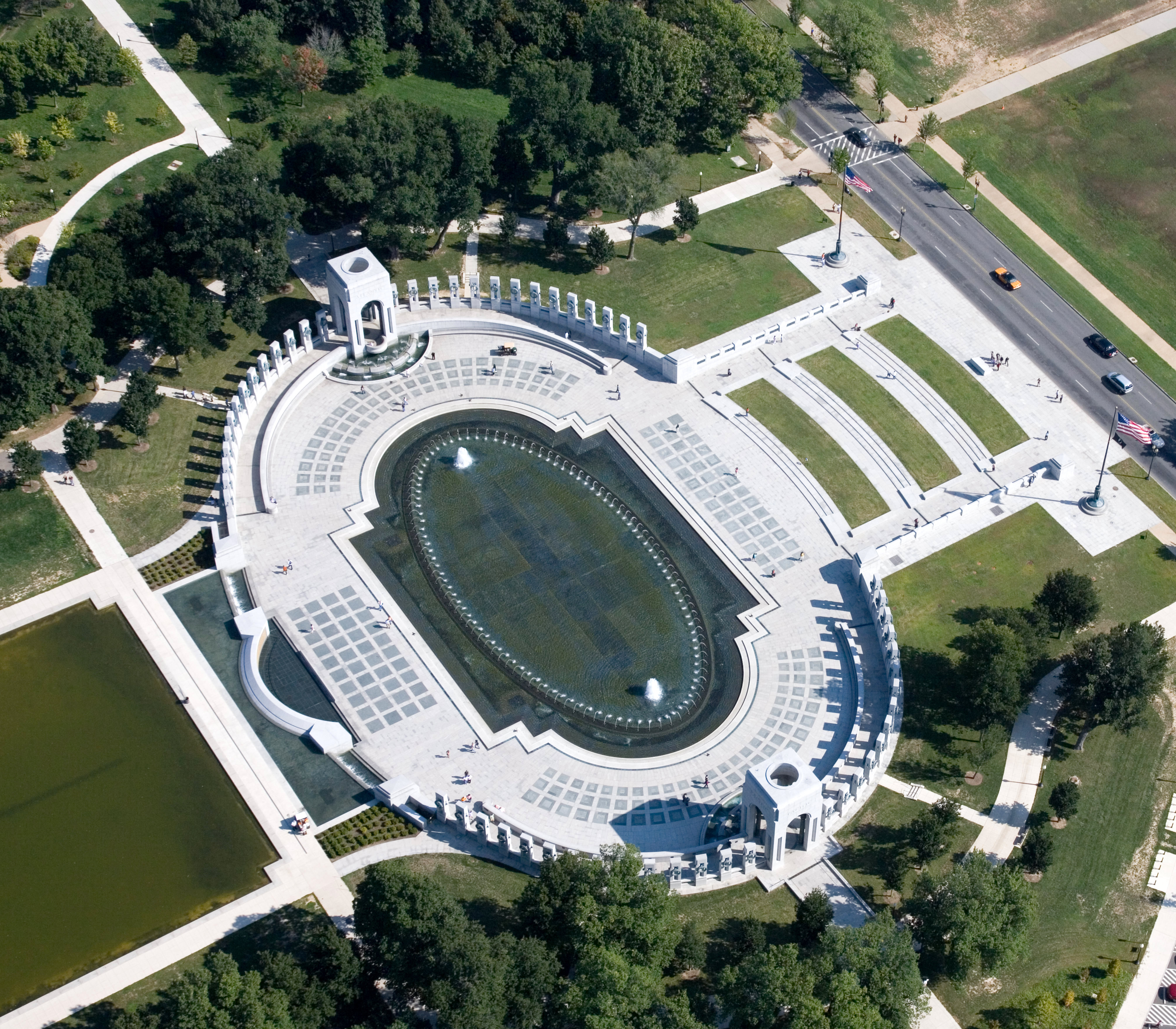
Veduta aerea del National World War II Memorial

Per il progetto del monumento fu indetto un concorso su scala nazionale, che raccolse 400 proposte di architetti da tutte le parti del paese. Alla fine, nel 1997, fu selezionato il progetto di Friedrich St. Florian, poi ulteriormente rivisto e modificato durante i quattro anni successivi.
Il progetto definitivo comprende 56 pilastri di granito ciascuno alto 5 m, disposti a semicerchio intorno a una piazza con due archi di 13 m, su lati opposti. Due terzi dei 30.000 m2 del sito sono occupati da elementi paesaggistici e da acqua. Su ogni pilastro è iscritto il nome di uno dei 48 stati degli Stati Uniti del 1945, oltre al Distretto di Columbia, al Territorio dell'Alaska e al Territorio delle Hawaii, al Commonwealth delle Filippine, a Porto Rico, a Guam, alle Samoa americane e alle Isole Vergini Americane. Sull'arco settentrionale è inciso "Atlantico"; su quello meridionale, "Pacifico". La piazza è lunga 103 m e larga 7,2 m, ha una pendenza di 1,8 m e contiene una piscina di 75,2 × 45 m.
Il memoriale comprende una tipica incisione dei graffiti di Kilroy: "Kilroy was here" ("Kilroy è stato qui").
Avvicinandosi al semicerchio da est, un visitatore cammina lungo uno dei due muri (destro e sinistro) raffiguranti scene dell'esperienza bellica in bassorilievo. Quando ci si avvicina a sinistra (verso l'arco del Pacifico), le scene incominciano con i futuri soldati che passano le prove fisiche, prestano giuramento e ricevono l'equipaggiamento militare. I rilievi progrediscono attraverso varie scene iconiche, compresi il combattimento e la sepoltura dei morti, finendo con una scena di ritorno a casa. Sul muro destro (verso l'arco dell'Atlantico) c'è una progressione simile, ma con scene generalmente più tipiche del teatro europeo. Alcune scene hanno luogo in Inghilterra, raffigurando i preparativi per gli attacchi di cielo e di terra. L'ultima scena è una stretta di mano tra gli eserciti americano e russo quando il fronte occidentale e quello orientale si incontrarono in Germania.

### Freedom Wall
Il Freedom Wall ("Muro della Libertà") è sul lato ovest del memoriale, con dietro una veduta del Reflecting Pool e del Lincoln Memorial. Il muro ha 4.048 stelle d'oro, ciascuna rappresentante 100 Americani che morirono nella guerra. Di fronte al muro si trova il messaggio "Here we mark the price of freedom" ("Qui segniamo il prezzo della libertà").

## Costruzione

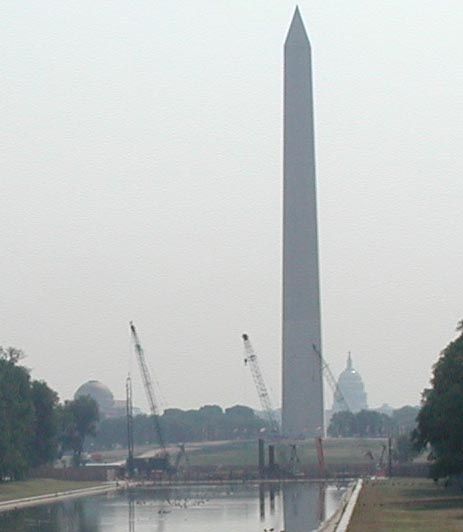
Il memoriale in costruzione (agosto 2002)

Gli scavi delle fondamenta iniziarono nel settembre 2001. La costruzione fu diretta dalla General Services Administration.
Lo scultore Raymond Kaskey creò le aquile e le ghirlande in bronzo che furono installati sotto gli archi, come pure 24 pannelli con bassorilievi in bronzo che raffigurano scene di combattimento in tempo di guerra e il fronte interno. I bronzi furono colati in due anni e mezzo alla Laran Bronze di Chester (Pennsylvania). L'armatura in acciaio inossidabile che sostiene le aquile e le ghirlande fu progettata alla Laran, in parte dallo scultore James Peniston, e fabbricata dalla Apex Piping di Newport (Delaware).
The John Stevens Shop progettò un carattere tipografico per il memoriale e la maggior parte delle iscrizioni furono incise a mano sul posto.
Il memoriale aprì al pubblico il 29 aprile 2004 e fu inaugurato il 29 maggio in una cerimonia a cui parteciparono migliaia di persone. Il monumento divenne poi un parco nazionale il 1º novembre, quando la sua gestione fu trasferita al National Park Service.

## Controversie
La realizzazione del memoriale non fu esente da critiche. Le prime obiezioni riguardarono la scelta del sito, perché il nuovo monumento "spezzava" la veduta prima ininterrotta tra il Monumento a Washington e il Lincoln Memorial e occupava uno spazio storicamente riservato alle grandi manifestazioni e proteste.
Un altro motivo di lamentela fu la particolare rapidità dell'iter di approvazione, che è di solito molto lungo. In effetti il Congresso statunitense volle accelerare i tempi e superare anche i ricorsi intentati dagli oppositori, per realizzare il memoriale prima che gli ultimi veterani della Seconda guerra mondiale ancora viventi morissero.

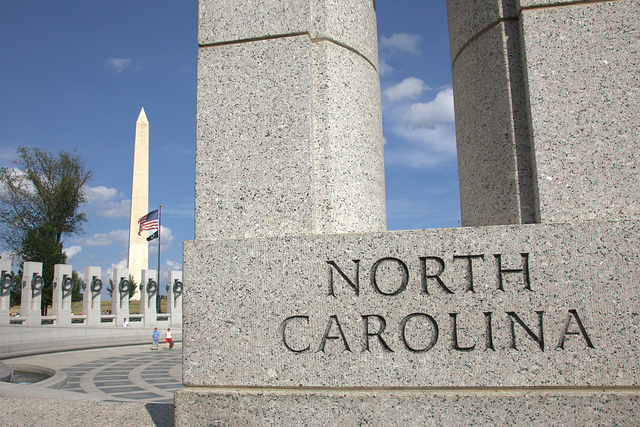
Il World War II Memorial

Altre contestazioni furono mosse alle scelte estetiche del progetto, definito dal Boston Herald "vanaglorioso, che pretende attenzione e pieno di immagini trite".
The Philadelphia Inquirer sostenne che "questo stile pomposo era anche il preferito di Hitler e Mussolini".
Viceversa, i fautori del progetto sostenevano che evocava l'architettura federale del periodo del New Deal, sulla base di un'austera interpretazione degli stili dell'Art déco/Beaux Arts. Questa visione, e il monumento, furono però liquidati da un eminente critico di architettura come "storicismo impulsivo".
Inoltre, alcuni contestarono la decisione di assegnare i nomi degli stati degli Stati Uniti ai pilastri del cerchio, atteso che il contributo dei singoli stati allo sforzo bellico federale era stato irrilevante.

## Galleria d'immagini

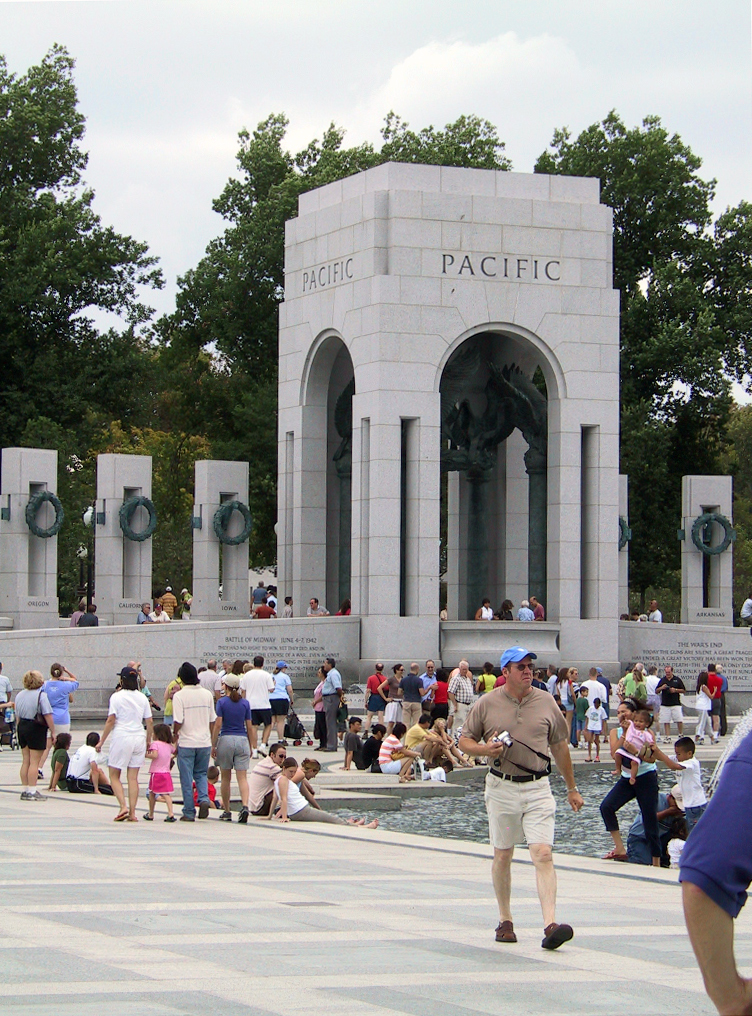
L'estremità meridionale del memoriale, dedicata al teatro del Pacifico
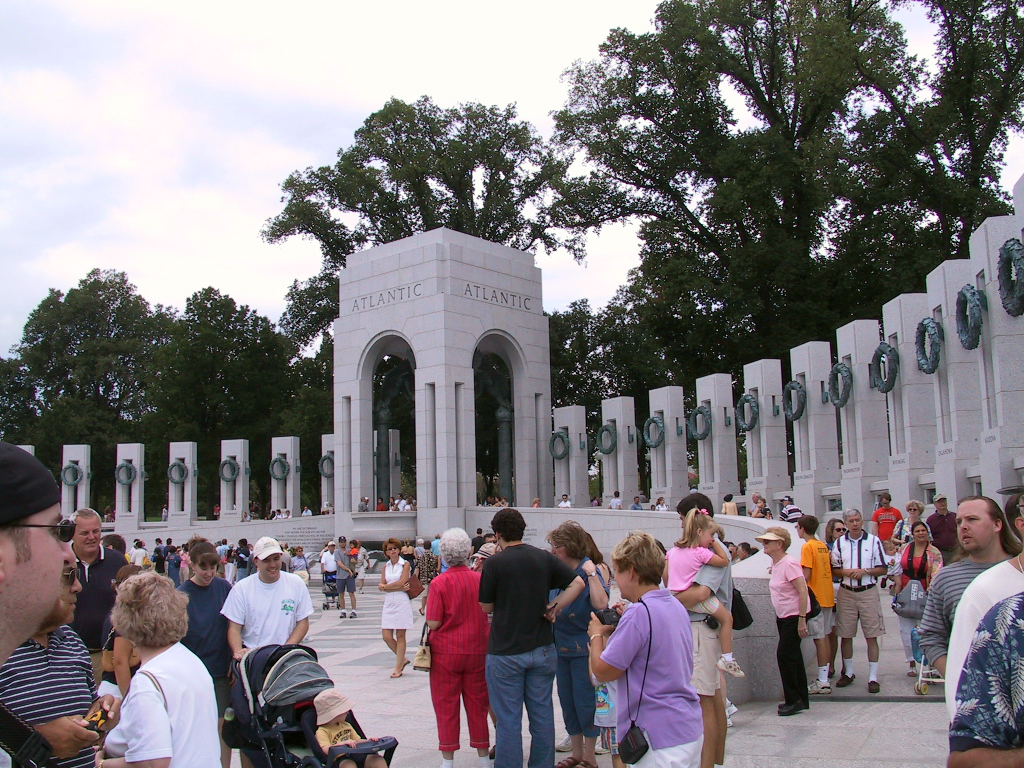
L'estremità settentrionale del memoriale, dedicata al teatro dell'Atlantico
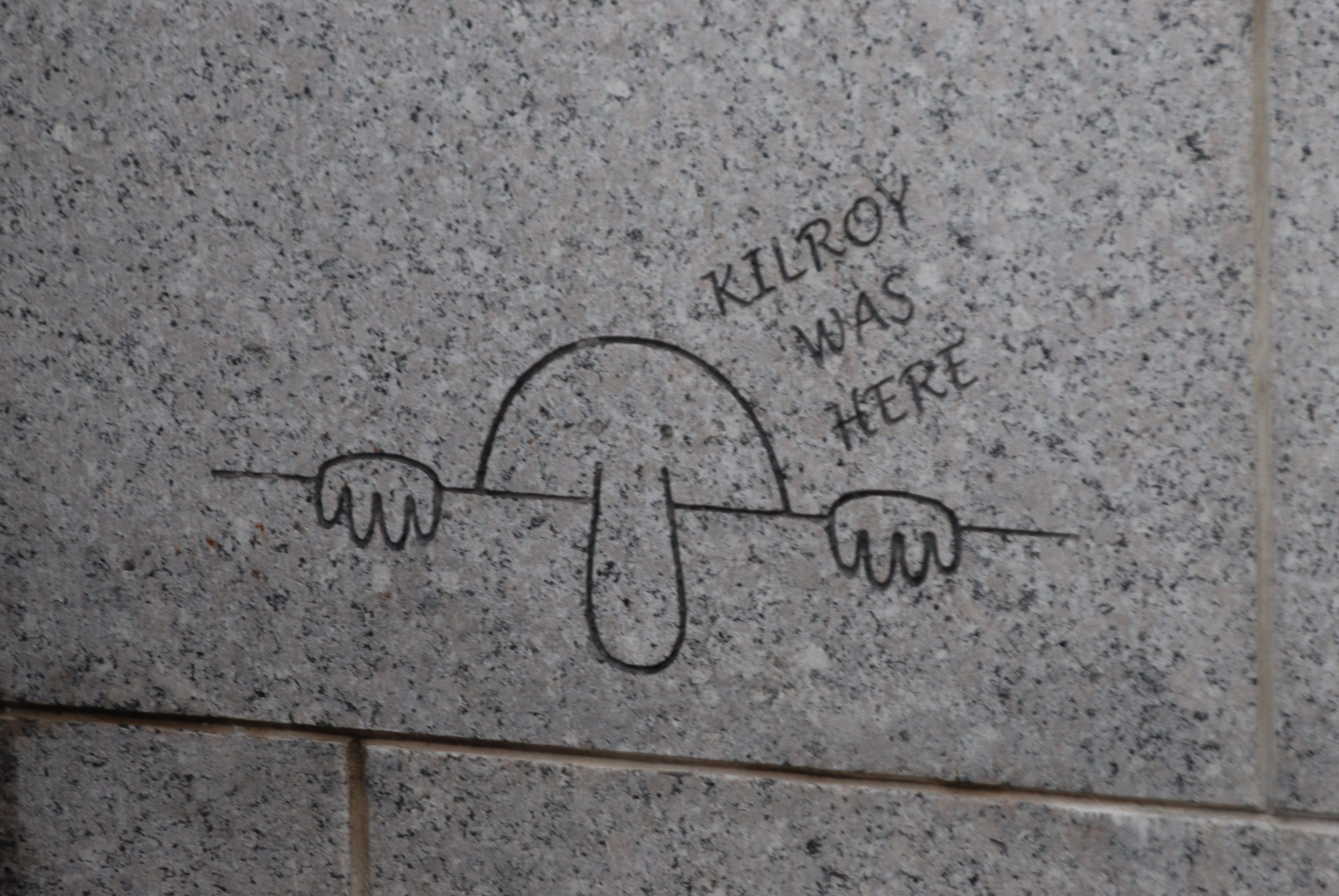
Incisione di Kilroy sul memoriale
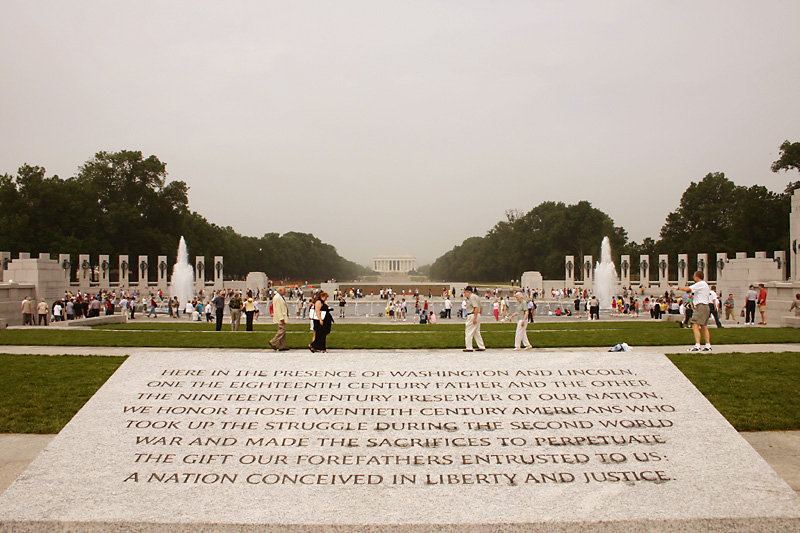
Primo piano dell'incisione sul memoriale
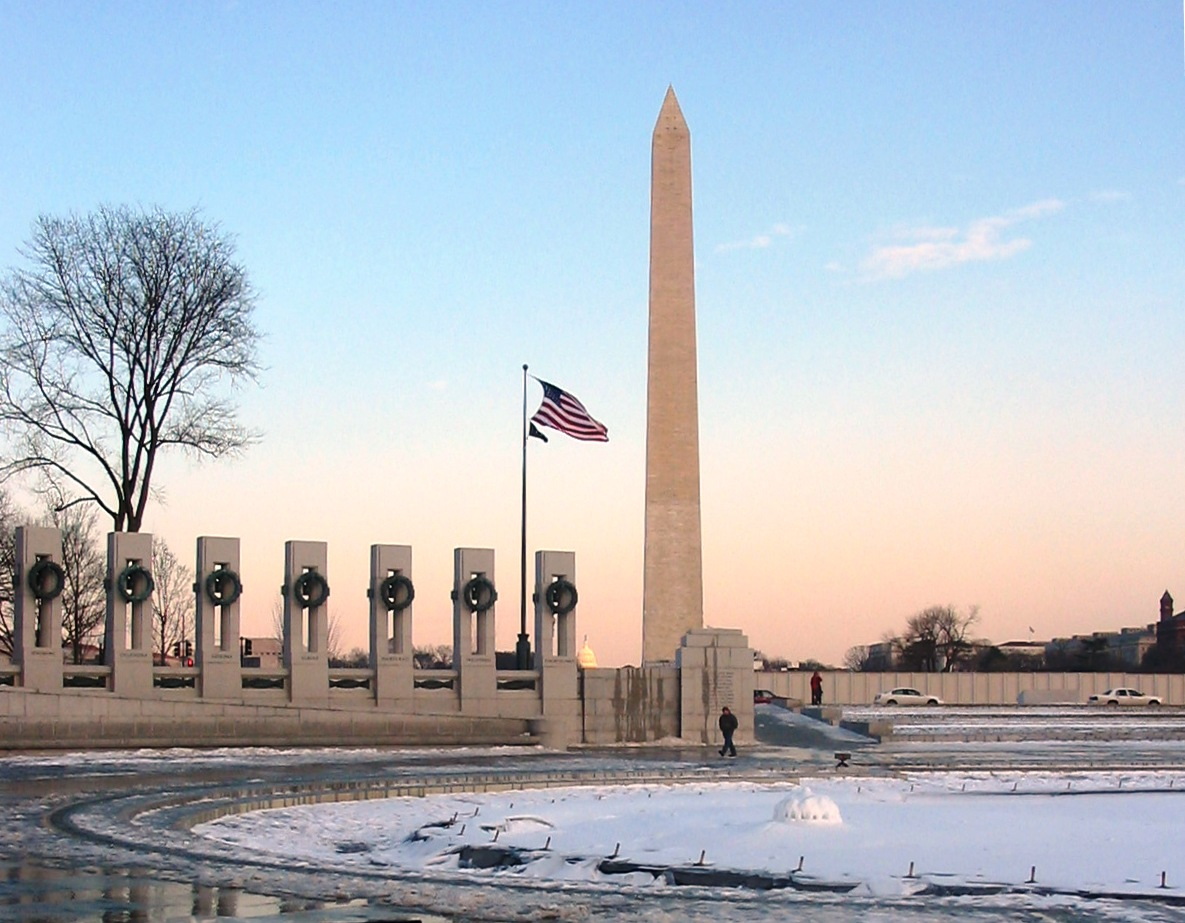
Il memoriale d'inverno, sul lato est
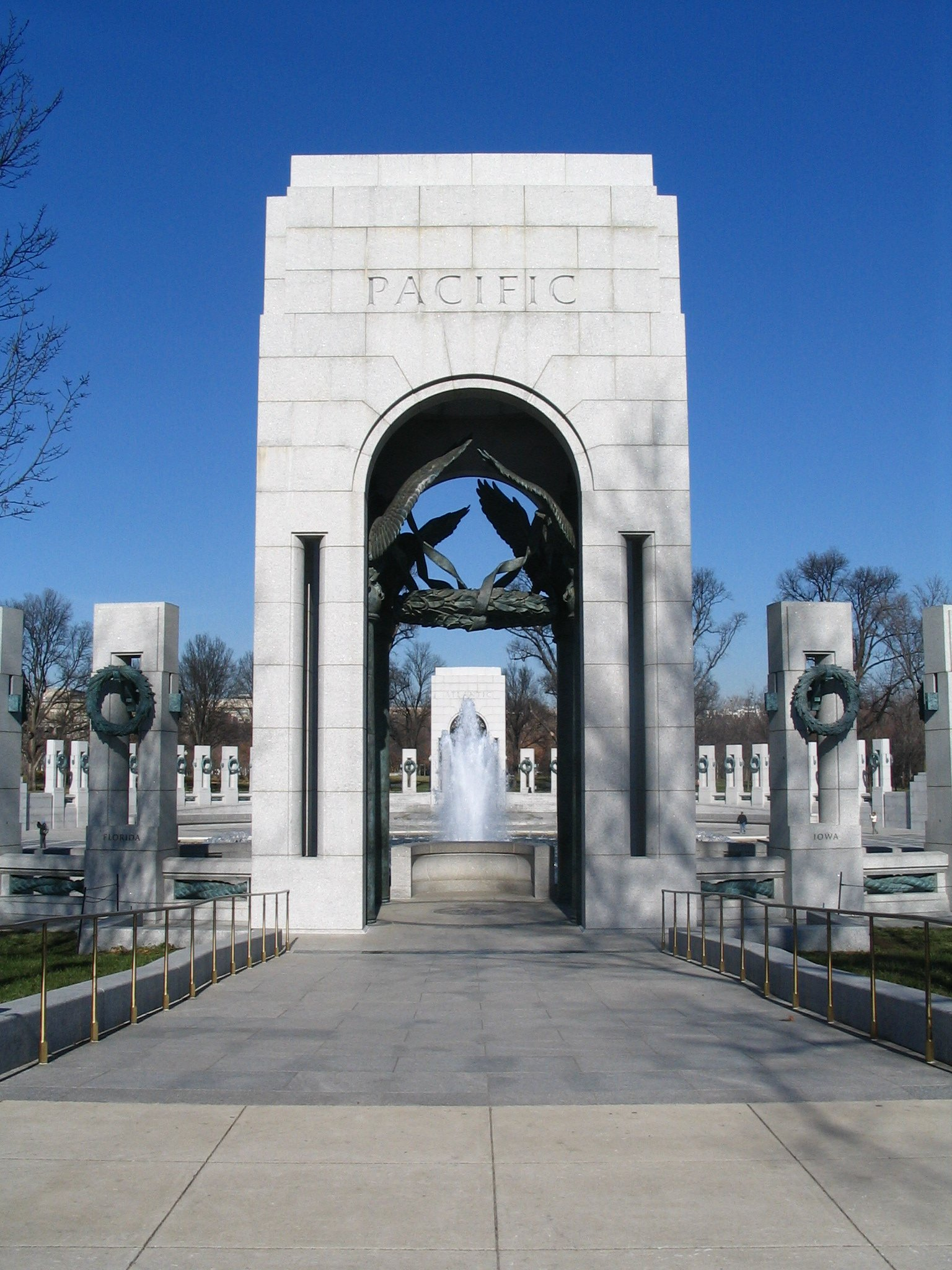
Il Pacific Arch
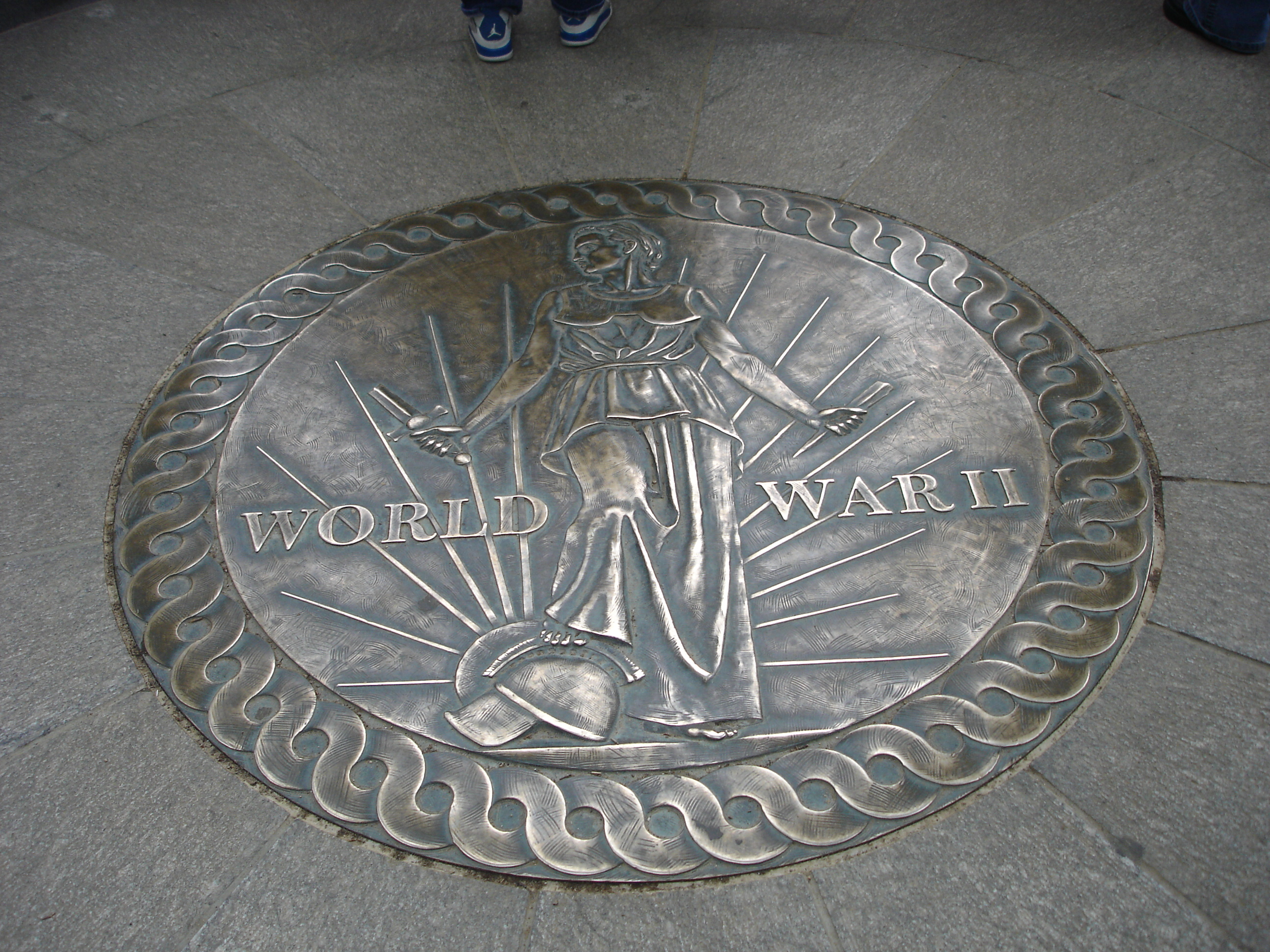
Un sigillo sul pavimento del memoriale che usa il modello della World War II Victory Medal
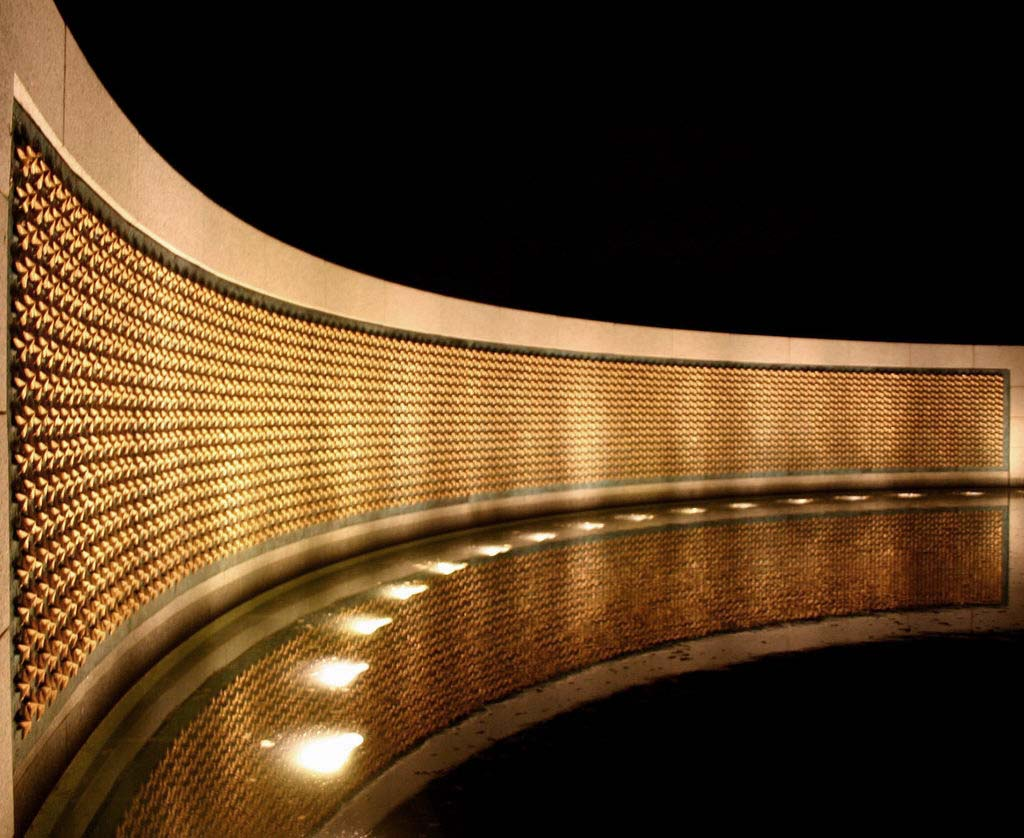
Ognuna della 4.048 stelle d'oro rappresenta 100 Americani che morirono durante la guerra
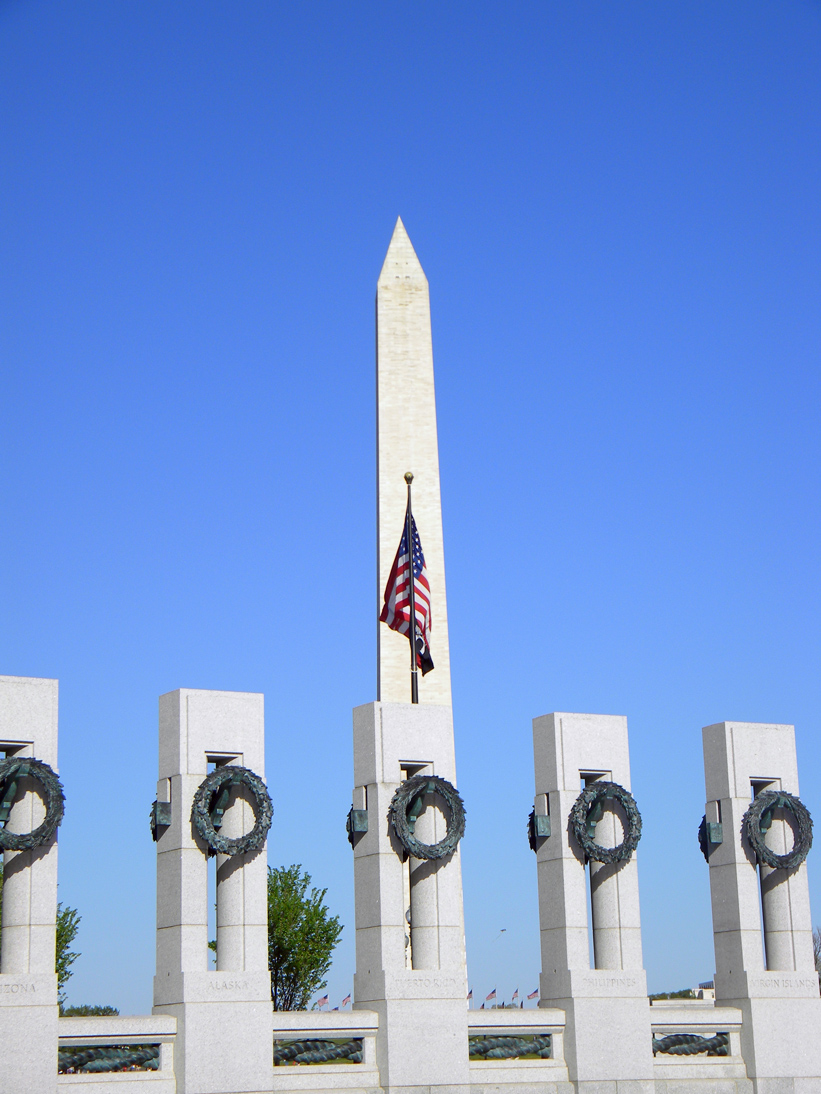
Pilastri di cinque stati e bandiera, Washington Monument
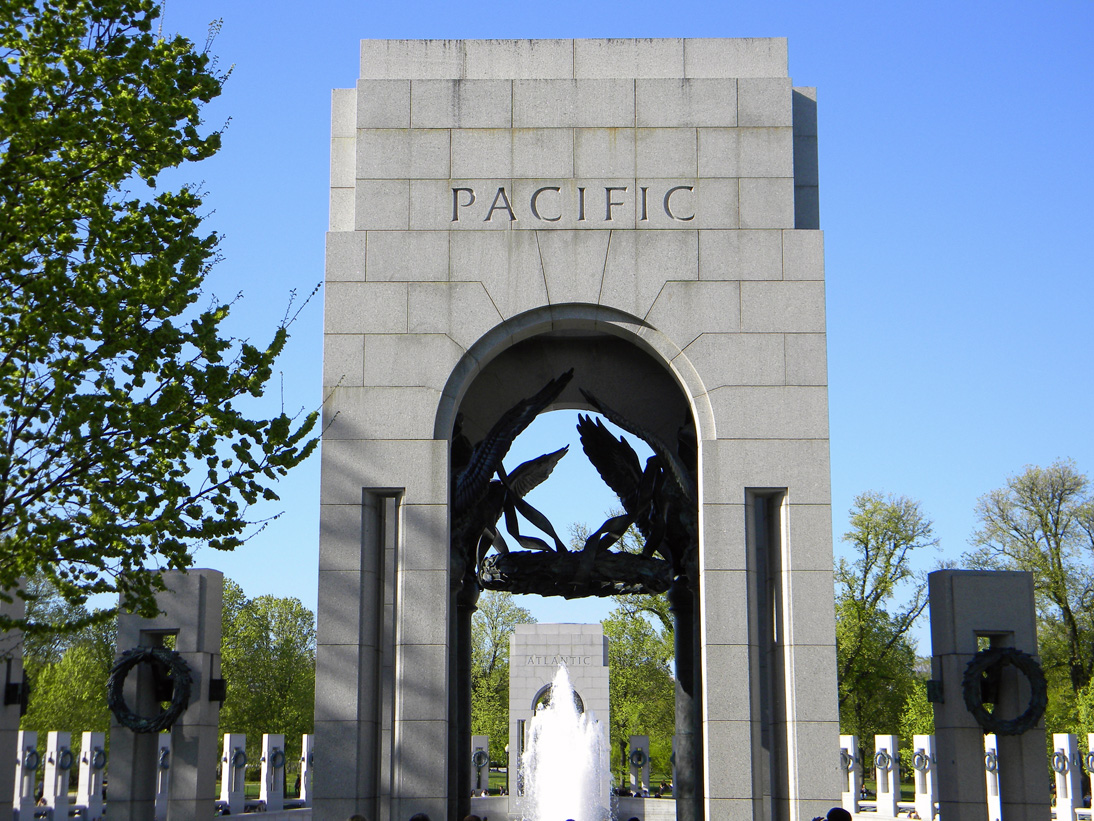
Il Pacific Arch (sullo sfondo l'Atlantic Arch)
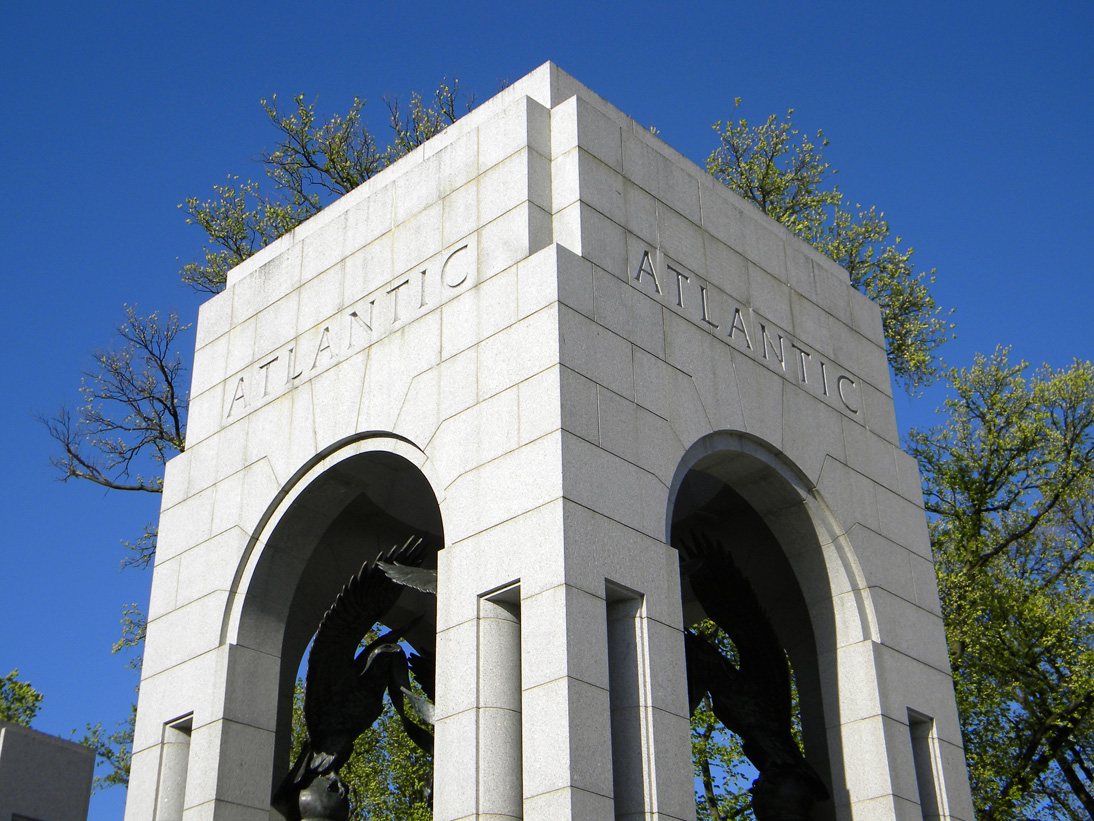
L'Atlantic Arch
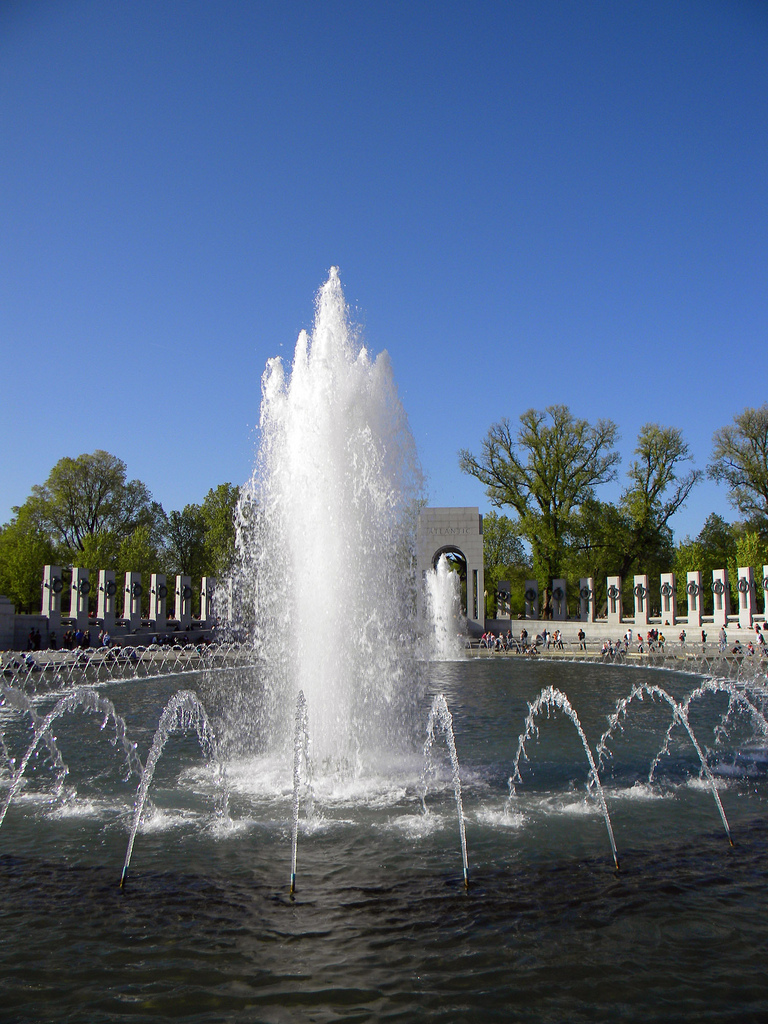
Fontana centrale con l'Atlantic Arch sullo sfondo
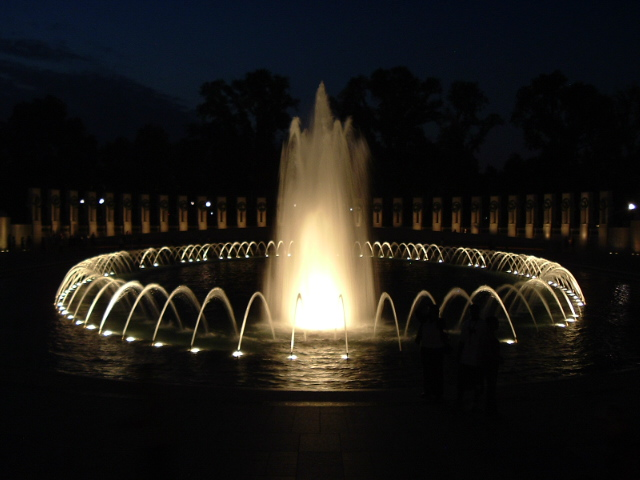
Fontana - National World War II Memorial